# Tyrolit
La Tyrolit (TYROLIT) sviluppa e produce abrasivi e sistemi per forare e segare. Con 29 stabilimenti nel mondo il gruppo è il primo nel settore abrasivi. La sede è a Schwaz, nel Tirolo austriaco. La società prende il nome dal minerale tirolite, che fu trovato per la prima volta a Schwaz in Tirolo nel 1817..

## Storia
Tyrolit venne fondata il 13 febbraio 1919 da Daniel Swarovski per la produzione di abrasivi per l'industria di cristalli Swarovski. Fino alla prima guerra mondiale il settore era interno alla Swarovski stessa; dopo la guerra si decise di costituire una società separata, Tyrolit appunto.
Nel 1950 la Tyrolit si trasferì da Wattens a Schwaz. Il primo direttore fu Walter Waizer, già politico austriaco. Una invenzione notevole fu nel 1952 il sistema di sicurezza per dischi abrasivi SECUR.
Nel 1991 la Tyrolit acquisisce la Diamond Products e la Hydrostress svizzera. Nel 2004 acquisisce la ceca Carborundum Electrite, nel 2009 la Radiac e nel 2014 la Grinding Techniques in Africa e Nestag in Svizzera.

## Divisioni
- Industria dei metalli, per lavorazione acciai, ghise
- Costruzioni, per l'industria delle costruzioni
- Industria del quarzo, per lavorazione pietre, ceramiche e vetro
- Commerciale, per la distribuzione dei prodotti

## Marchi
- Tyrolit
- Tyrolit Hydrostress, per forare e tagliare materiali da costruzione
- Tyrolit Vincent, per il taglio di pietre, vetri e ceramiche
- Radiac, negli USA
- Diamond Products, negli USA
- Carborundum Electrite, costruttore ceco
- Grinding Techniques, costruttore sudafricano
- Nestag, distributore svizzero